# 蒙叙尔
蒙叙尔（法語：Montsûrs，法語發音：[mɔ̃syʁ]），法国西北部城市，卢瓦尔河地区大区马耶讷省的一个市镇，隶属于马耶讷区，其市镇面积为68.14平方公里，2022年1月1日时人口数量为3,192人，在法国城市中排名第3,517位。
蒙叙尔位于马耶讷省中东部，茹阿讷河畔，是一个区域性的中心城市，巴黎—布雷斯特铁路和多条公路在此交汇。

## 地名来源
根据当地官方网站的论述，“Montsûrs”一名转写自“Mons Securus”，意为“安定的山”。
法国大革命期间，蒙叙尔曾被更名为“Hercule-Montsurs”。

## 历史

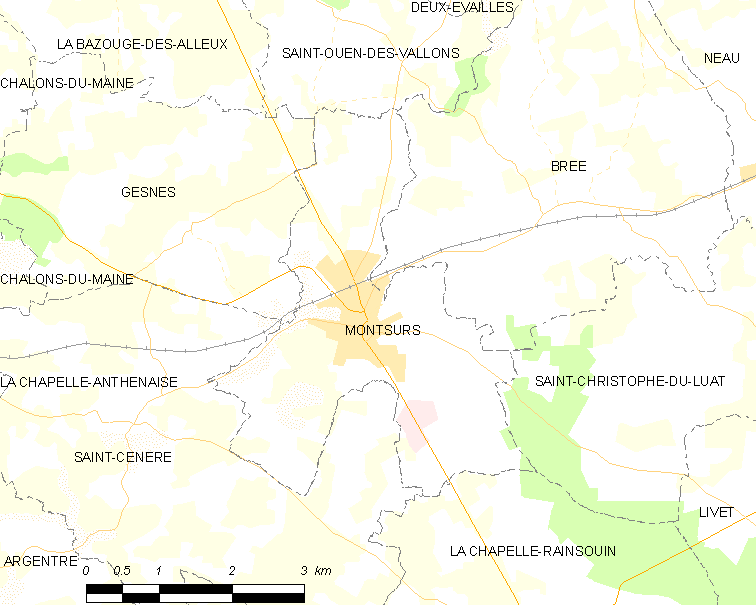
蒙叙尔旧市镇范围地图

蒙叙尔成立于2019年1月1日，由德塞瓦耶、蒙叙尔-圣塞纳雷、蒙图尔捷和圣旺德瓦隆四个市镇合并而成，其中蒙叙尔-圣塞纳雷为政府驻地。在此之前，蒙叙尔-圣塞纳雷于2017年1月1日成立，由蒙叙尔和圣塞纳雷两地合并而成，其中蒙叙尔为政府驻地。
蒙叙尔的早期历史尚不清楚。根据《法国西部报》一篇文章的论述，蒙叙尔在公元七世纪时因织丝手工业而闻名，其所处的曼恩地区于1204年被腓力二世获得，成为法兰西王国的一个行省。15世纪时，拉瓦勒伯爵在此修建蒙叙尔城堡。法国大革命后，蒙叙尔成为马耶讷省的一个市镇。工业革命期间，途径蒙叙尔的巴黎—布雷斯特铁路建成通车，此后当地出现了多个农产品加工部门。2003年，蒙叙尔地区曾计划改造蒙叙尔附近的五处铁路平交道口，但最终因财政原因而放弃。
德塞瓦耶、蒙图尔捷、圣塞纳雷和圣旺德瓦隆历史上均为普通农业聚落，法国大革命后各自成为独立市镇。
在行政区划方面，蒙叙尔在1793至2014年间曾为蒙叙尔县的县治，并在1995至2012年间为蒙叙尔地区市镇公共社区的办公驻地。

## 地理

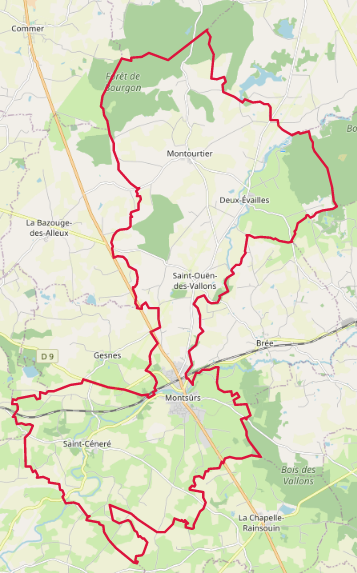
蒙叙尔市镇范围地图

蒙叙尔位于法国西北部，卢瓦尔河地区大区北部和马耶讷省中东部，距离省会拉瓦勒大约21公里。与蒙叙尔接壤的市镇包括：阿让特雷、贝尔雅尔、科梅、瑞布兰、梅藏热、拉巴祖日德萨勒、拉沙佩勒兰苏安、热讷、沙隆迪曼恩、拉沙佩勒昂特奈斯、诺、布雷和埃夫龙。

### 地形
蒙叙尔位于下曼恩地区腹地，境内以平原和浅丘为主，市镇中心位于一处地势较为平坦的河谷地带，北侧部分区域略有起伏，市区东南面的小丘被称为“Le Marchis”，市镇范围全境海拔在62到151米之间。

### 水文
蒙叙尔位于马耶讷河流域范围内，茹阿讷河自东向西蜿蜒流经镇中心，其右岸支流德塞瓦耶河和左岸支流韦纳尔河（Le Veinard）在此与其交汇。此外蒙叙尔市镇范围内还有多处水塘分布。

### 植被
蒙叙尔属于温带阔叶混交林区，林地多分布于河流附近，蒙图尔捷西南侧的大片林地被称为“la Lande Royale”。
在鲜花城市的评比中，蒙叙尔被评为2星级鲜花城市。

### 气候
蒙叙尔在柯本气候分类法中属于温带海洋性气候（Cfb）。
距离蒙叙尔最近的常年气象站位于阿让特雷境内，以下为该气象站的数据（其中日照数据取自拉瓦勒气象站）：
| 阿让特雷 1981年－2019年 | 阿让特雷 1981年－2019年 | 阿让特雷 1981年－2019年 | 阿让特雷 1981年－2019年 | 阿让特雷 1981年－2019年 | 阿让特雷 1981年－2019年 | 阿让特雷 1981年－2019年 | 阿让特雷 1981年－2019年 | 阿让特雷 1981年－2019年 | 阿让特雷 1981年－2019年 | 阿让特雷 1981年－2019年 | 阿让特雷 1981年－2019年 | 阿让特雷 1981年－2019年 | 阿让特雷 1981年－2019年 |
| 月份                    | 1月                     | 2月                     | 3月                     | 4月                     | 5月                     | 6月                     | 7月                     | 8月                     | 9月                     | 10月                    | 11月                    | 12月                    | 全年                    |
| ----------------------- | ----------------------- | ----------------------- | ----------------------- | ----------------------- | ----------------------- | ----------------------- | ----------------------- | ----------------------- | ----------------------- | ----------------------- | ----------------------- | ----------------------- | ----------------------- |
| 历史最高温 °C（°F）     | 16.1 (61.0)             | 19.4 (66.9)             | 23.5 (74.3)             | 27.4 (81.3)             | 31.5 (88.7)             | 37.5 (99.5)             | 38 (100)                | 39.5 (103.1)            | 34 (93)                 | 28 (82)                 | 21.5 (70.7)             | 16.9 (62.4)             | 39.5 (103.1)            |
| 平均高温 °C（°F）       | 7.9 (46.2)              | 9 (48)                  | 12.4 (54.3)             | 15.3 (59.5)             | 19.1 (66.4)             | 22.6 (72.7)             | 24.8 (76.6)             | 24.9 (76.8)             | 21.6 (70.9)             | 16.7 (62.1)             | 11.3 (52.3)             | 8.2 (46.8)              | 16.2 (61.2)             |
| 日均气温 °C（°F）       | 4.8 (40.6)              | 5.2 (41.4)              | 7.8 (46.0)              | 10 (50)                 | 13.7 (56.7)             | 16.8 (62.2)             | 18.7 (65.7)             | 18.7 (65.7)             | 15.8 (60.4)             | 12.3 (54.1)             | 7.7 (45.9)              | 5.1 (41.2)              | 11.4 (52.5)             |
| 平均低温 °C（°F）       | 1.7 (35.1)              | 1.4 (34.5)              | 3.2 (37.8)              | 4.7 (40.5)              | 8.3 (46.9)              | 10.9 (51.6)             | 12.7 (54.9)             | 12.4 (54.3)             | 10 (50)                 | 7.9 (46.2)              | 4.2 (39.6)              | 2.1 (35.8)              | 6.6 (43.9)              |
| 历史最低温 °C（°F）     | −16 (3)                 | −14.5 (5.9)             | −11.3 (11.7)            | −4.5 (23.9)             | −2 (28)                 | 1.2 (34.2)              | 4.5 (40.1)              | 3 (37)                  | 1.5 (34.7)              | −4.5 (23.9)             | −8 (18)                 | −10.6 (12.9)            | −16 (3)                 |
| 平均降水量 mm（）       | 79.2 (3.12)             | 57.8 (2.28)             | 57.1 (2.25)             | 56.1 (2.21)             | 66 (2.6)                | 50.8 (2.00)             | 56.4 (2.22)             | 45 (1.8)                | 68 (2.7)                | 82.5 (3.25)             | 73.6 (2.90)             | 82.3 (3.24)             | 774.8 (30.50)           |
| 月均日照時數            | 63.4                    | 85.5                    | 125.3                   | 151.5                   | 197.2                   | 214.2                   | 207.6                   | 216.9                   | 164.5                   | 105.2                   | 69.2                    | 54.9                    | 1,655.4                 |
| 来源：infoclimat.fr     |                         |                         |                         |                         |                         |                         |                         |                         |                         |                         |                         |                         |                         |

## 行政区划
蒙叙尔的市镇编号为53161，邮政编号为53150。
在行政管理方面，蒙叙尔隶属于法国卢瓦尔河地区大区马耶讷省马耶讷区；在地方选举方面，蒙叙尔隶属于埃夫龙县，其市镇范围全境被划入马耶讷省第一选区；在社会管理方面，蒙叙尔是科埃夫龙市镇公共社区的组成部分。
截至2024年3月，蒙叙尔市镇范围内暂无任何城市敏感街区及城市政策优先街区。
法国国家统计与经济研究所（简称）在进行数据统计时，将蒙叙尔市镇单独设为蒙叙尔城市核心区（Unité urbaine de Montsûrs），未将蒙叙尔划入任何城市区（Aire urbaine）内。自2020年起，蒙叙尔被划入包含66个市镇的拉瓦勒城市辐射区。此外，还将蒙叙尔市镇整体看作一个“块区”（IRIS），以便于统计人口分布情况。

## 交通

### 公路
马耶讷省省道D9线、D24线、D32线、D129线、D207线、D262线、D275线、D519线、D557线、D572线和D580线在蒙叙尔境内交汇。卢瓦尔河地区大区公共交通（商业名称为“Aleop”）下属的马耶讷省城际客运开行经停蒙叙尔的校车线路，供当地中小学生使用。
| 2 | 10 |

| 拉瓦勒 | 22 |

| 马耶讷 | 22 |

| 埃夫龙 | 13 |

2020年，76.7%的蒙叙尔家庭拥有至少一辆私人汽车。2020年，蒙叙尔境内共发生各类交通事故2起，造成2人重伤。

### 铁路

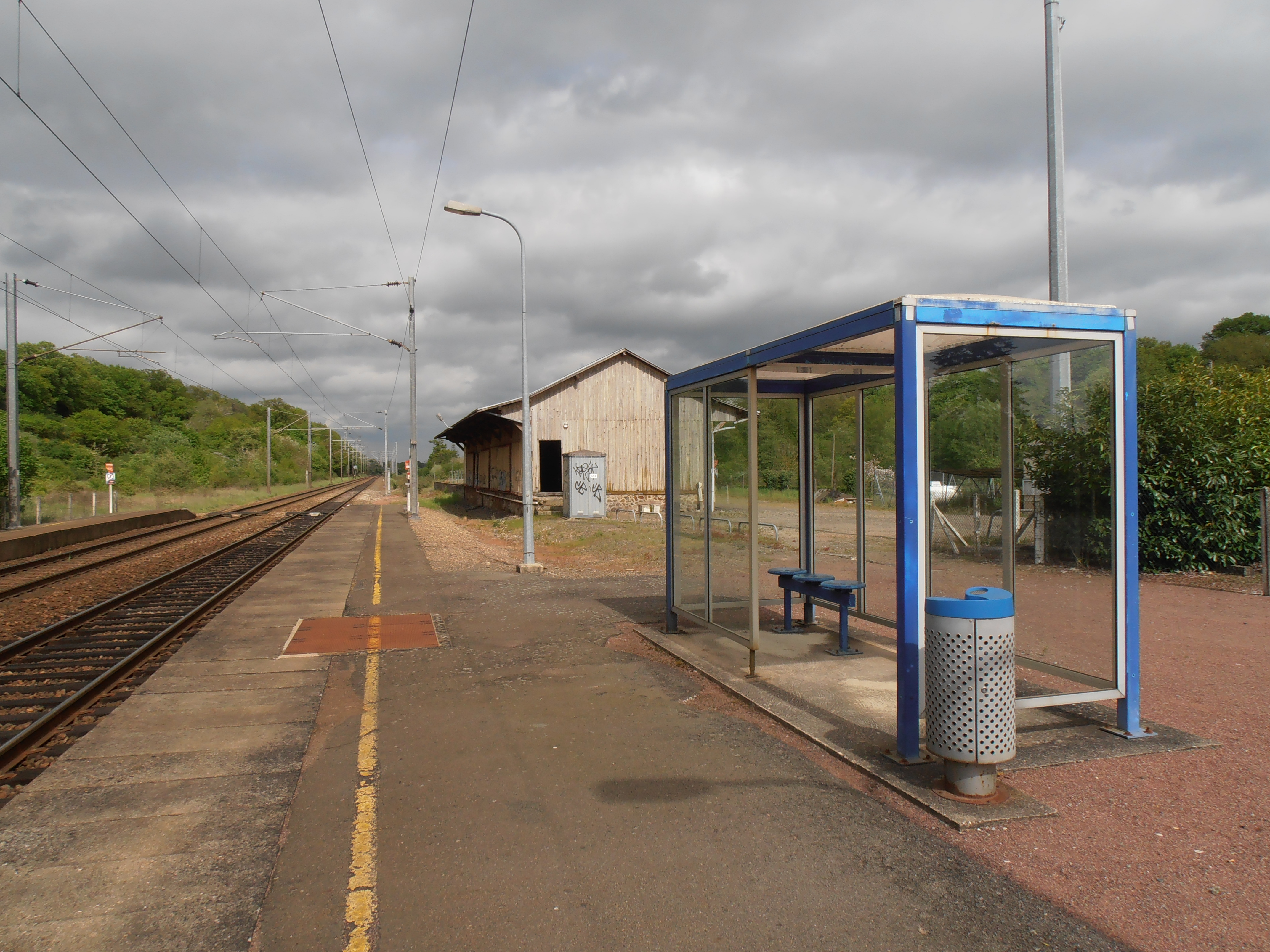
蒙叙尔火车站的站台

蒙叙尔位于巴黎—布雷斯特铁路上。蒙叙尔站位于蒙叙尔老城的东北部，该站停靠往返于拉瓦勒和勒芒一线的区域列车。

### 航空
蒙叙尔距离雷恩机场的公路里程大约97公里。

### 城市公共交通
截至2024年3月，蒙叙尔暂无城市公共交通系统。

## 政治

### 市政内阁

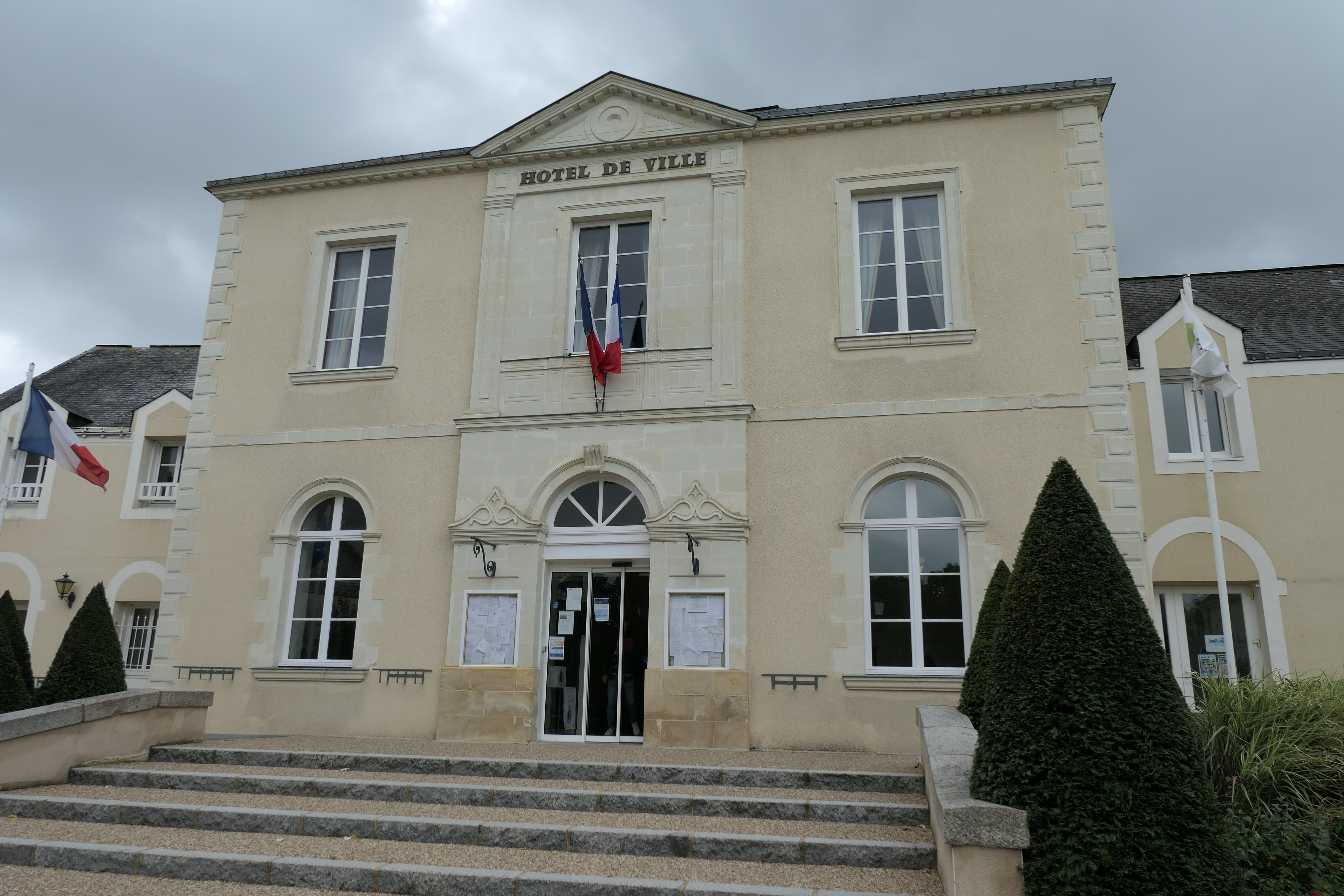
蒙叙尔市政厅

蒙叙尔的现任市长为伯努瓦·坎塔尔先生（Benoît QUINTARD），他是社会党的一名成员，在2020年的市政选举中获得了100.00%的支持率（无其他候选人）。
| 蒙叙尔历届市长 | 蒙叙尔历届市长                     | 蒙叙尔历届市长    |
| 任期           | 市长                               | 党派              |
| -------------- | ---------------------------------- | ----------------- |
| 1944年－1947年 | Lucien BÉASSE 吕西安·贝阿斯        | 不详              |
| 1947年－1959年 | Adolphe CENDRIER 阿多尔夫·桑德里耶 | 不详              |
| 1959年－1965年 | Gaston POTTIER 加斯东·波捷         | 不详              |
| 1965年－1986年 | Raymond LETESSIER 雷蒙·莱特西耶    | DVD右翼无党派人士 |
| 1986年－2001年 | Alain MOREAU 阿兰·莫罗             | 無黨籍            |
| 2001年－2020年 | Jean-Noël RAVÉ 让-诺埃尔·拉韦      | DVD右翼无党派人士 |
| 2020年－       | Benoît QUINTARD 伯努瓦·坎塔尔      | PS社会党          |

### 各级选举
| 蒙叙尔历届投票选举结果 | 蒙叙尔历届投票选举结果 | 蒙叙尔历届投票选举结果 | 蒙叙尔历届投票选举结果 | 蒙叙尔历届投票选举结果            | 蒙叙尔历届投票选举结果 | 蒙叙尔历届投票选举结果 | 蒙叙尔历届投票选举结果            | 蒙叙尔历届投票选举结果 | 蒙叙尔历届投票选举结果 |
| 选举项目               | 选举范围               | 选区单位               | 选区单位内的选举结果   | 选区单位内的选举结果              | 选区单位内的选举结果   | 选区单位内的选举结果   | 选区单位内的选举结果              | 选区单位内的选举结果   | 参考资料               |
| 选举项目               | 选举范围               | 选区单位               | 第一轮胜出者           | 第一轮胜出者                      | 支持率                 | 第二轮胜出者           | 第二轮胜出者                      | 支持率                 | 参考资料               |
| ---------------------- | ---------------------- | ---------------------- | ---------------------- | --------------------------------- | ---------------------- | ---------------------- | --------------------------------- | ---------------------- | ---------------------- |
| 2017年法國總統選舉     | 法國                   | 德塞瓦耶               |                        | 玛丽娜·勒庞                       | 29.46%                 |                        | 埃马纽埃尔·马克龙                 | 57.69%                 | [ 31 ]                 |
| 2017年法國總統選舉     | 法國                   | 蒙图尔捷               |                        | 弗朗索瓦·菲永                     | 28.64%                 |                        | 埃马纽埃尔·马克龙                 | 70.35%                 | [ 31 ]                 |
| 2017年法國總統選舉     | 法國                   | 圣旺德瓦隆             |                        | 弗朗索瓦·菲永                     | 32.35%                 |                        | 埃马纽埃尔·马克龙                 | 62.83%                 | [ 31 ]                 |
| 2017年法國總統選舉     | 法國                   | 蒙叙尔-圣塞纳雷        |                        | 弗朗索瓦·菲永                     | 27.08%                 |                        | 埃马纽埃尔·马克龙                 | 66.36%                 | [ 31 ]                 |
| 2017年法国立法选举     | 马耶讷省第一选区       | 德塞瓦耶               |                        | 纪尧姆·加罗                       | 45.83%                 |                        | 纪尧姆·加罗                       | 86.49%                 | [ 31 ]                 |
| 2017年法国立法选举     | 马耶讷省第一选区       | 蒙图尔捷               |                        | 贝阿特里丝·莫捷                   | 28.91%                 |                        | 纪尧姆·加罗                       | 61.05%                 | [ 31 ]                 |
| 2017年法国立法选举     | 马耶讷省第一选区       | 圣旺德瓦隆             |                        | 纪尧姆·加罗                       | 33.33%                 |                        | 纪尧姆·加罗                       | 65.43%                 | [ 31 ]                 |
| 2017年法国立法选举     | 马耶讷省第一选区       | 蒙叙尔-圣塞纳雷        |                        | 纪尧姆·加罗                       | 27.77%                 |                        | 纪尧姆·加罗                       | 60.70%                 | [ 31 ]                 |
| 2019年欧洲议会选举     | 法國                   | 市镇                   |                        | 若尔丹·巴尔代拉                   | 25.25%                 | （不适用）             | （不适用）                        | （不适用）             | [ 33 ]                 |
| 2021年法国省级选举     | 马耶讷省               | 县                     |                        | 若埃尔·巴朗德罗 桑德里娜·加卢瓦耶 | 65.98%                 |                        | 若埃尔·巴朗德罗 桑德里娜·加卢瓦耶 | 81.91%                 | [ 34 ]                 |
| 2021年法国省级选举     | 马耶讷省               | 市镇                   |                        | 若埃尔·巴朗德罗 桑德里娜·加卢瓦耶 | 64.25%                 |                        | 若埃尔·巴朗德罗 桑德里娜·加卢瓦耶 | 82.66%                 | [ 34 ]                 |
| 2021年法国大区选举     |                        | 市镇                   |                        | 纪尧姆·加罗                       | 48.04%                 |                        | 马蒂厄·奥尔弗兰                   | 41.58%                 | [ 35 ]                 |
| 2022年法国总统选举     | 法國                   | 市镇                   |                        | 埃马纽埃尔·马克龙                 | 34.65%                 |                        | 埃马纽埃尔·马克龙                 | 57.89%                 | [ 31 ]                 |
| 2022年法国立法选举     | 马耶讷省第一选区       | 市镇                   |                        | 纪尧姆·加罗                       | 49.39%                 |                        | 纪尧姆·加罗                       | 67.28%                 | [ 31 ]                 |

## 人口
2021年，蒙叙尔市镇人口数量为3,193，在法国排名第3,517位。其中男性1,569人，女性1,622人，75岁及以上人口占11.4%，外籍人口数量为43人，人口密度为294人/平方公里，当地居民被称为（男性）或（女性）。2022年，蒙叙尔境内出生35人，死亡人口39人。
| 蒙叙尔1901年－2021年人口变化情况 |
|                                  |
| 数据来源：Cassini、INSEE         |

## 经济
蒙叙尔是一个区域性的中心城市。截至2024年3月，蒙叙尔市镇范围内共有各类用人单位（包含自雇）450家，平均历史为20年，均为中小型企业（PME），2024年1月至3月间，当地的经济活力指数为0.22%。（材料加工）、（燃料）及（预制板制造）是当地2021年营业额最高的三个企业，分别为7,913,338欧元、5,618,948欧元和5,391,401欧元。

## 财政与居民收入
2022年，蒙叙尔的财政收入总额为2,708,980欧元，财政支出总额为2,407,360欧元，当年的债务总额为1,263,700欧元。2022年，蒙叙尔市镇通过增值税获得112,520欧元的收入，此外当地还共获得了310,500欧元的国家直接财政补助。
| 蒙叙尔居民收入情况                               | 蒙叙尔居民收入情况 | 蒙叙尔居民收入情况    | 蒙叙尔居民收入情况 |
| 内容                                             | 蒙叙尔             | 法国                  | 统计年份           |
| ------------------------------------------------ | ------------------ | --------------------- | ------------------ |
| 征税家庭总数                                     | 1,404              | 1,081（法国市镇平均） | 2022年             |
| 居民平均月收入                                   | 2,003欧元          | 2,435欧元             | 2022年             |
| 高级职员人均月收入                               | 3,484欧元          | 4,331欧元             | 2021年             |
| 中级职员人均月收入                               | 2,259欧元          | 2,470欧元             | 2021年             |
| 普通职员人均月收入                               | 1,729欧元          | 1,801欧元             | 2021年             |
| 贫困率                                           | 11%                | 14.5%                 | 2020年             |
| 青壮年（15至64岁）失业率                         | 7.9%               | 7.4%                  | 2020年             |
| 征税家庭数量占比                                 | 37.8%              | 45.5%                 | 2020年             |
| 家庭年均纳税                                     | 2,231欧元          | 4,393欧元             | 2022年             |
| 资料来源：INSEE、L'Internaute、Le Journal du Net |                    |                       |                    |

## 社会事务

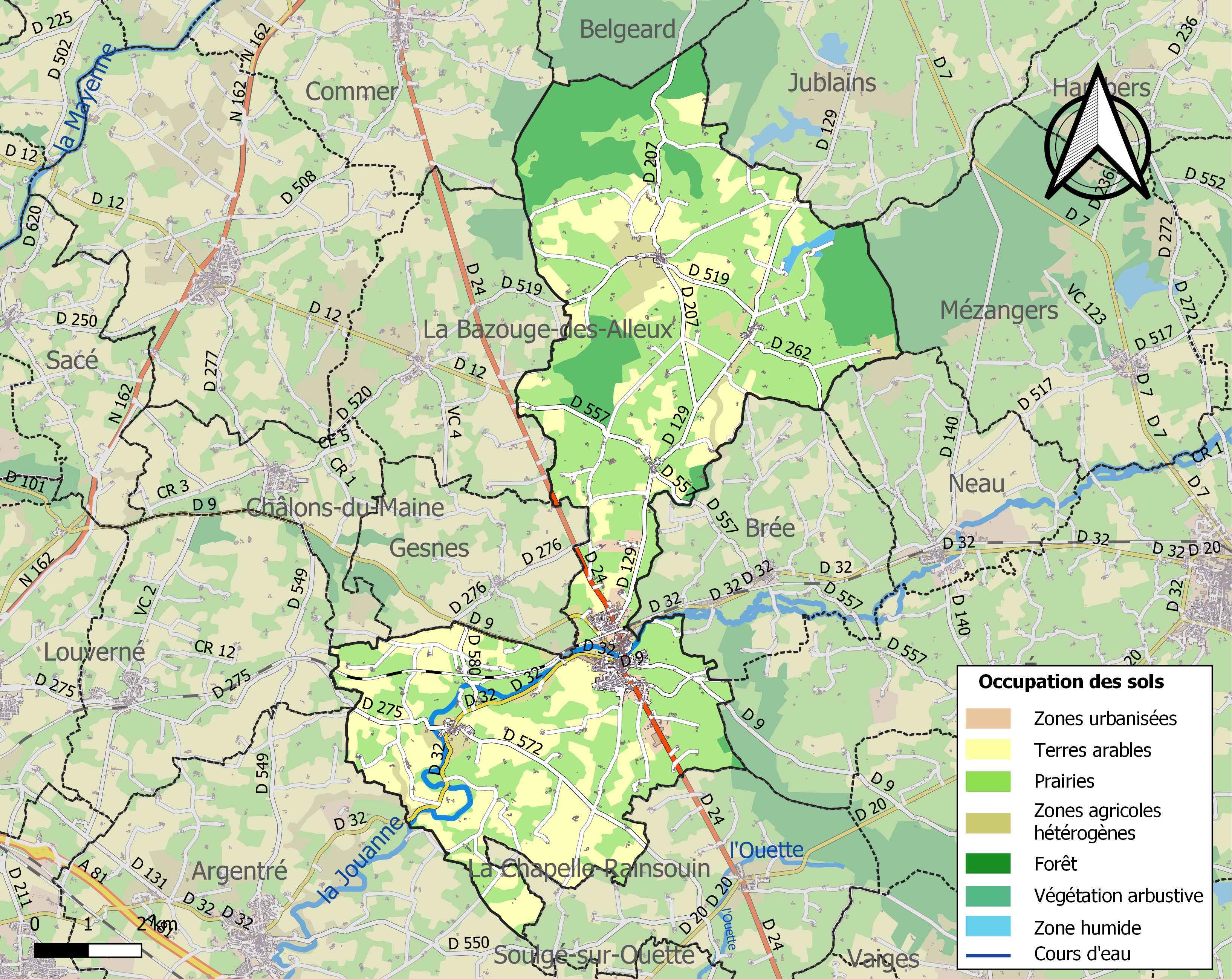
蒙叙尔土地利用情况地图

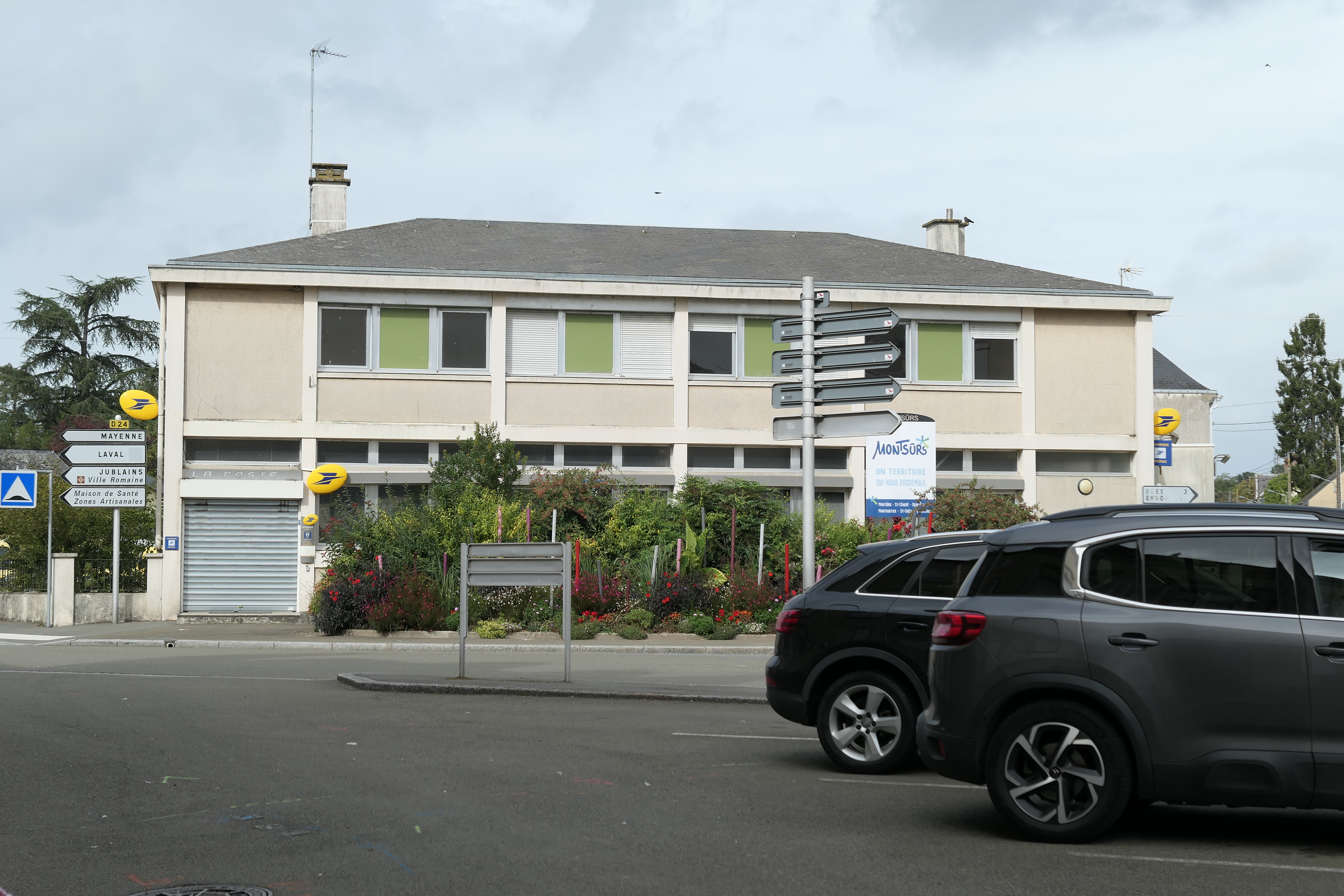
蒙叙尔邮局大楼

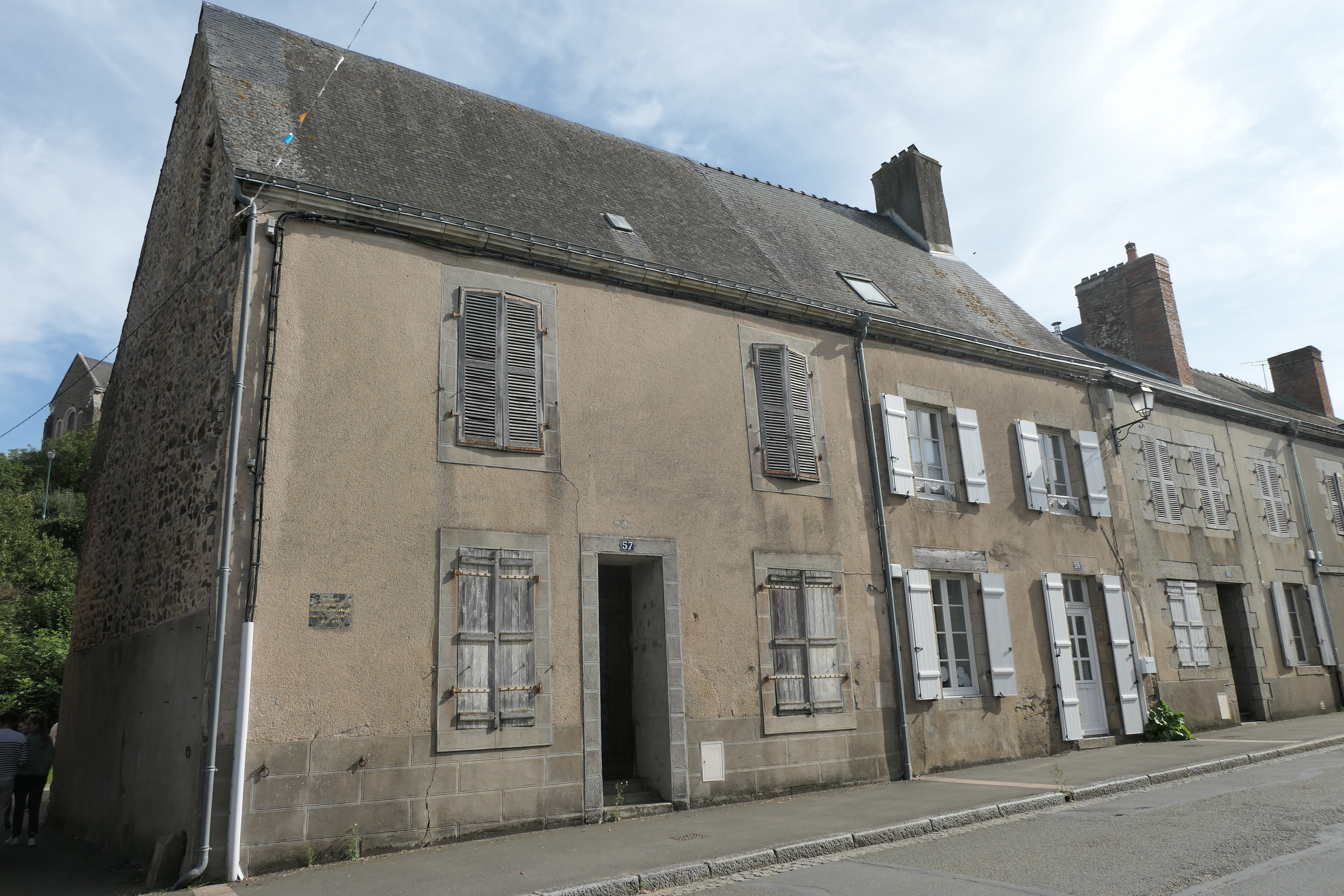
一处传统民居

### 教育
蒙叙尔属于南特学区。截至2021年1月1日，蒙叙尔境内共有3所小学和2所初级中学。2021至2022学年度，蒙叙尔境内共有在校中等教育阶段学生347名。

### 医疗
截至2021年1月1日，蒙叙尔境内共有全科医生3名、保健师2名、牙医1名和护士4名。境内共有药房1家、养老院1家。
距离蒙叙尔最近的区域性医疗机构为拉瓦勒中心医院（Centre Hospitalier de Laval），其主病区医院位于拉瓦勒市区西南部，距离蒙叙尔市区的正常车程大约24分钟，该院设有床位673个，是马耶讷省规模最大的公立综合性医院。

### 住房
2020年，蒙叙尔境内共有各类住房1,619套，其中90.8%为独立式住宅，8.8%为集中式住宅。常住房屋占蒙叙尔市镇范围内居民建筑总量的84.6%。
在住房保障政策方面，2022年，蒙叙尔境内共有152户家庭获得了住房经济补助，受益人数占总人口数量的4.8%，其中136份为房租补助。

### 商业
2021年，蒙叙尔境内共有各类实体商铺52家，其中餐厅5家、大型超市1家、杂货店1家、面包房4家、肉铺1家、美容美发店5家、汽车维修店3家。蒙叙尔镇中心北侧建有一家Intermarché超市。

### 体育
2021年，蒙叙尔境内共有1间体育馆、1座综合体育场、2处网球场、1处足球或橄榄球场以及1处篮球或排球场。
截至2024年3月，蒙叙尔地区体育俱乐部（USCP Montsûrs，编号501972）是蒙叙尔境内唯一的一家注册足球俱乐部，成立于1974年，其主队2023至2024赛季参加卢瓦尔河地区大区足球联赛丙组（法国第八级别），其主场为约瑟夫·德梅纳尔球场（Stade Joseph de Meynard）。

### 环境
蒙叙尔的环境事务由其所属的科埃夫龙市镇公共社区联合各级政府协调负责。2021年，蒙叙尔境内暂无污染企业。

### 治安
2021年，蒙叙尔市镇范围内有1处宪兵队。
蒙叙尔及其附近的共116个市镇是马耶讷国家宪兵队（zone gendarmerie de Mayenne）的管辖范围。2020年，该宪兵队累计记录各类案件2,576起，其中盗窃类案件1,086起，经济类案件429起，毒品交易类案件150起。

## 文化
2021年，蒙叙尔境内共有1家电影院。蒙叙尔境内建有多媒体中心（Médiathèque），每周二至六向公众开放。

### 建筑
蒙叙尔境内有多处历史建筑，其中蒙叙尔圣马丁教堂（Église Saint-Martin de Montsûrs）、布尔贡城堡等为法国国家文物保护单位。

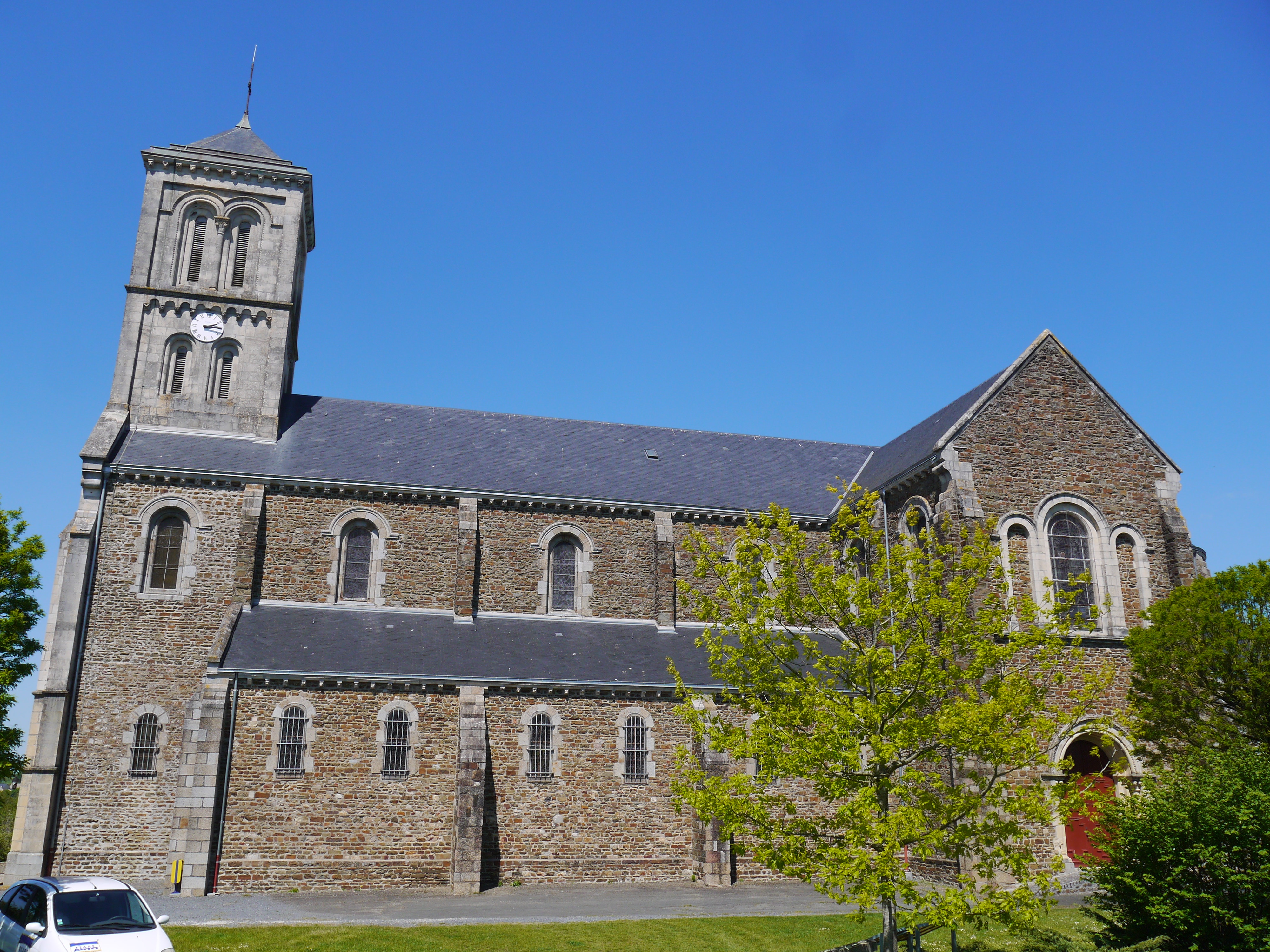
蒙叙尔圣马丁教堂
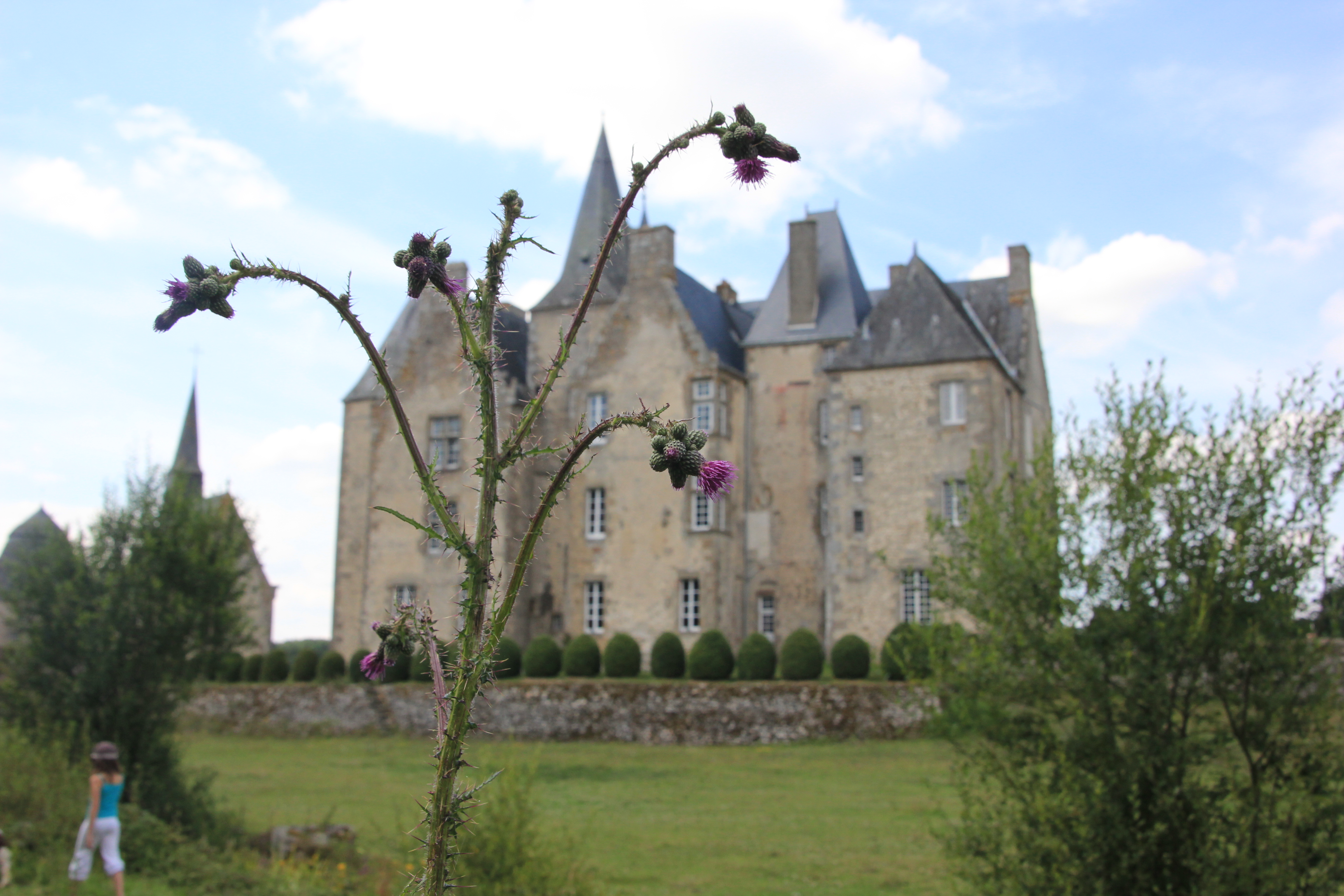
布尔贡城堡（法语：Château de Bourgon (Mayenne)）
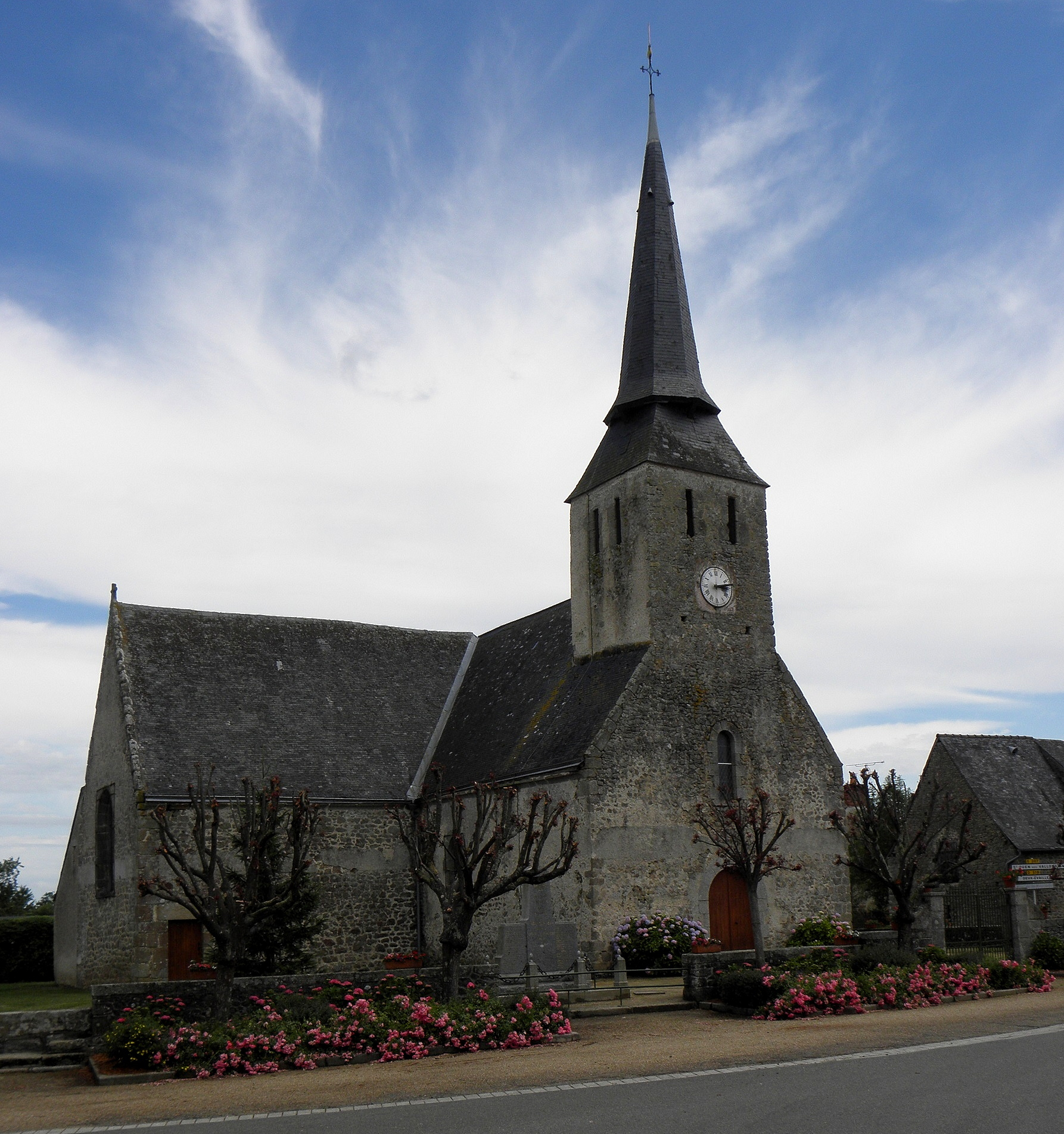
蒙图尔捷教堂
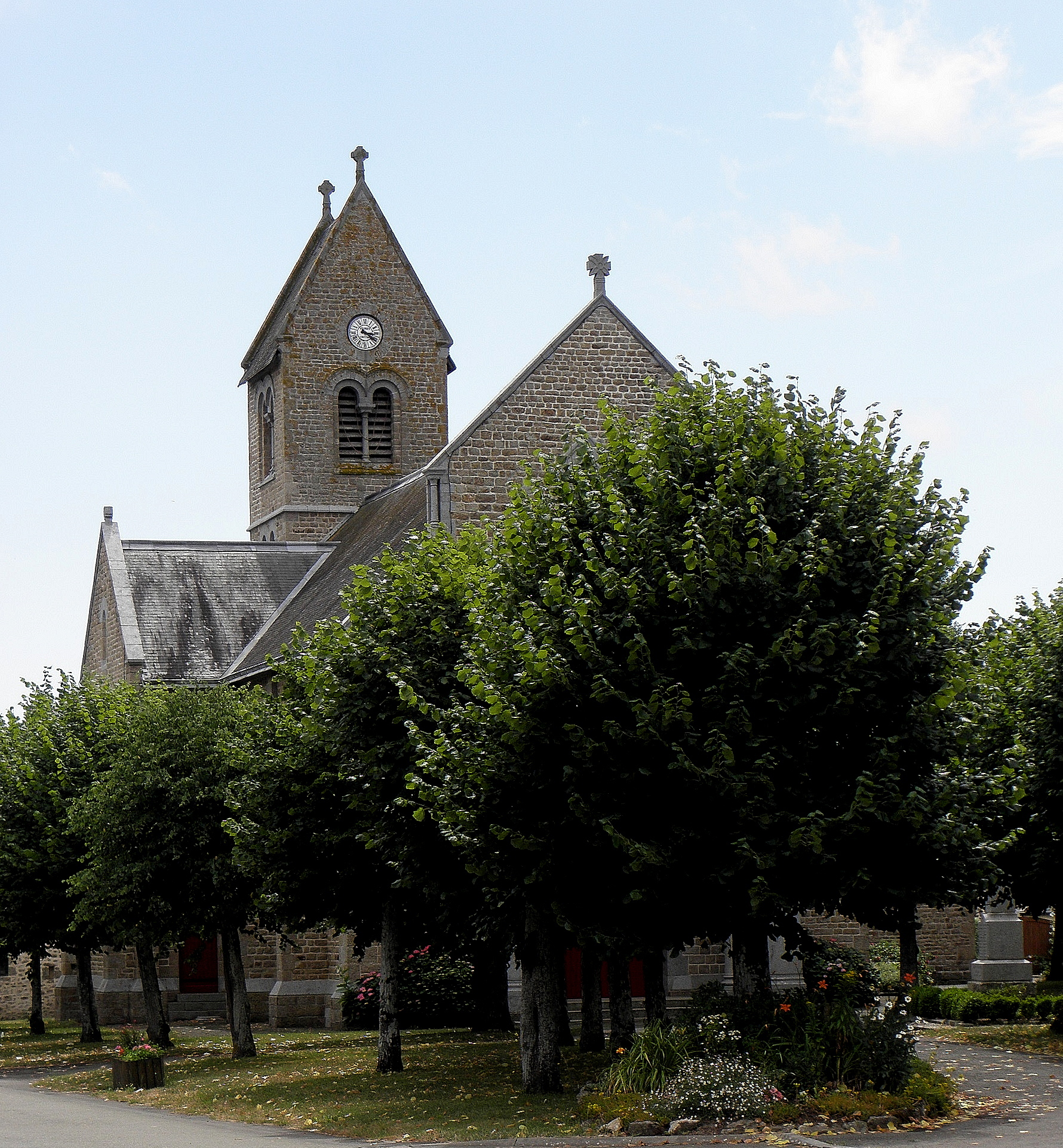
德塞瓦耶圣马丁教堂
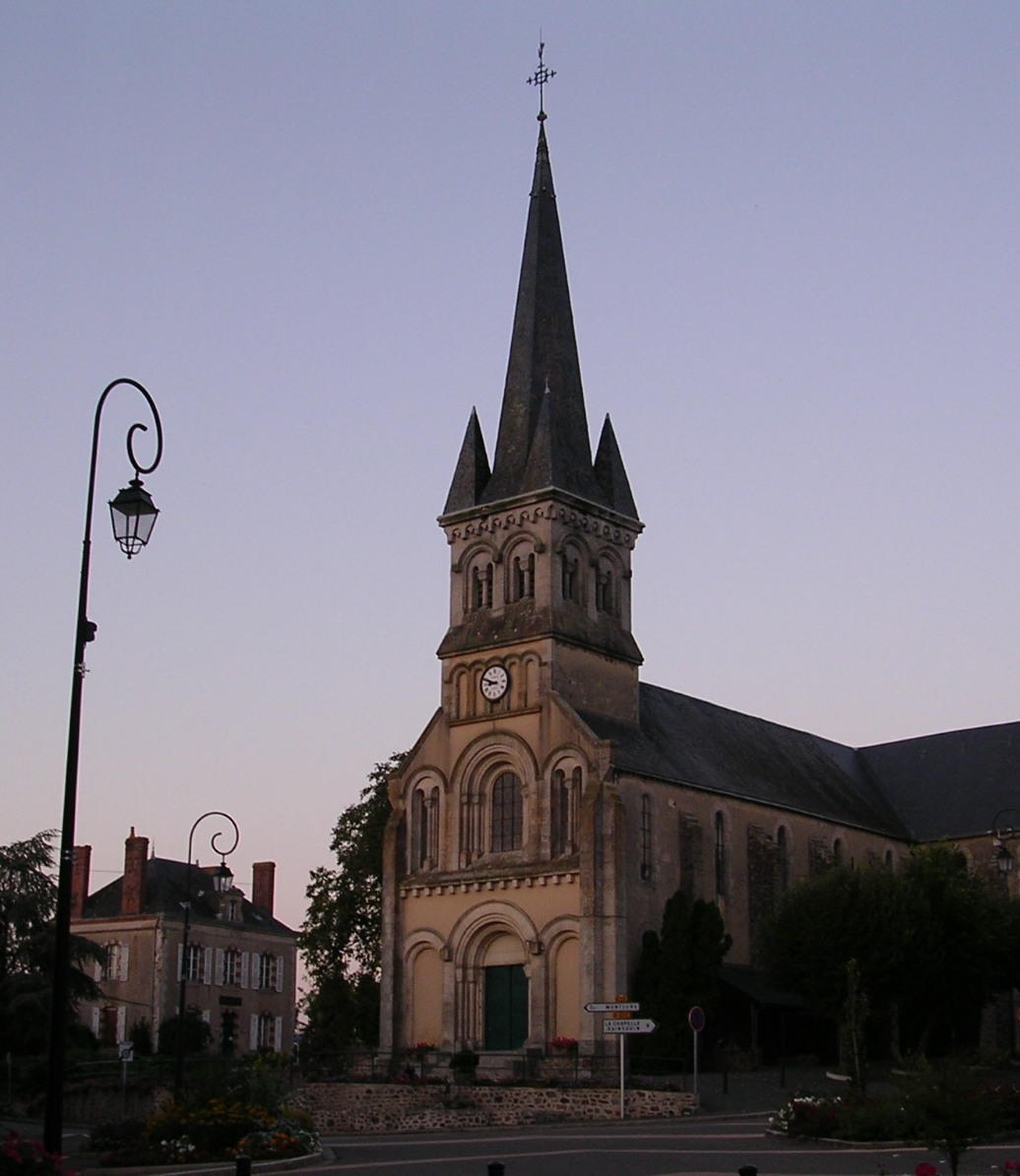
圣塞纳雷教堂
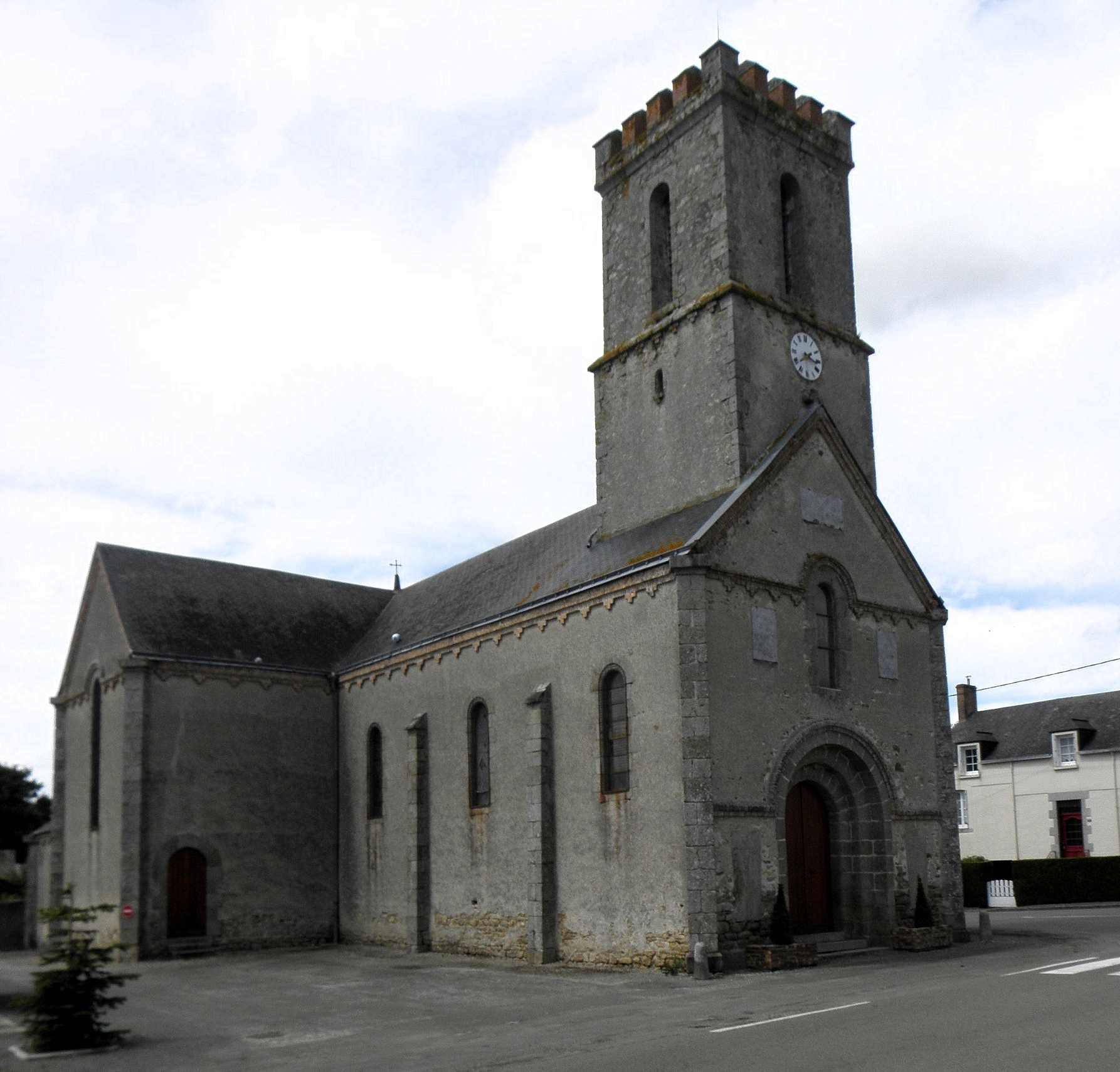
圣旺教堂
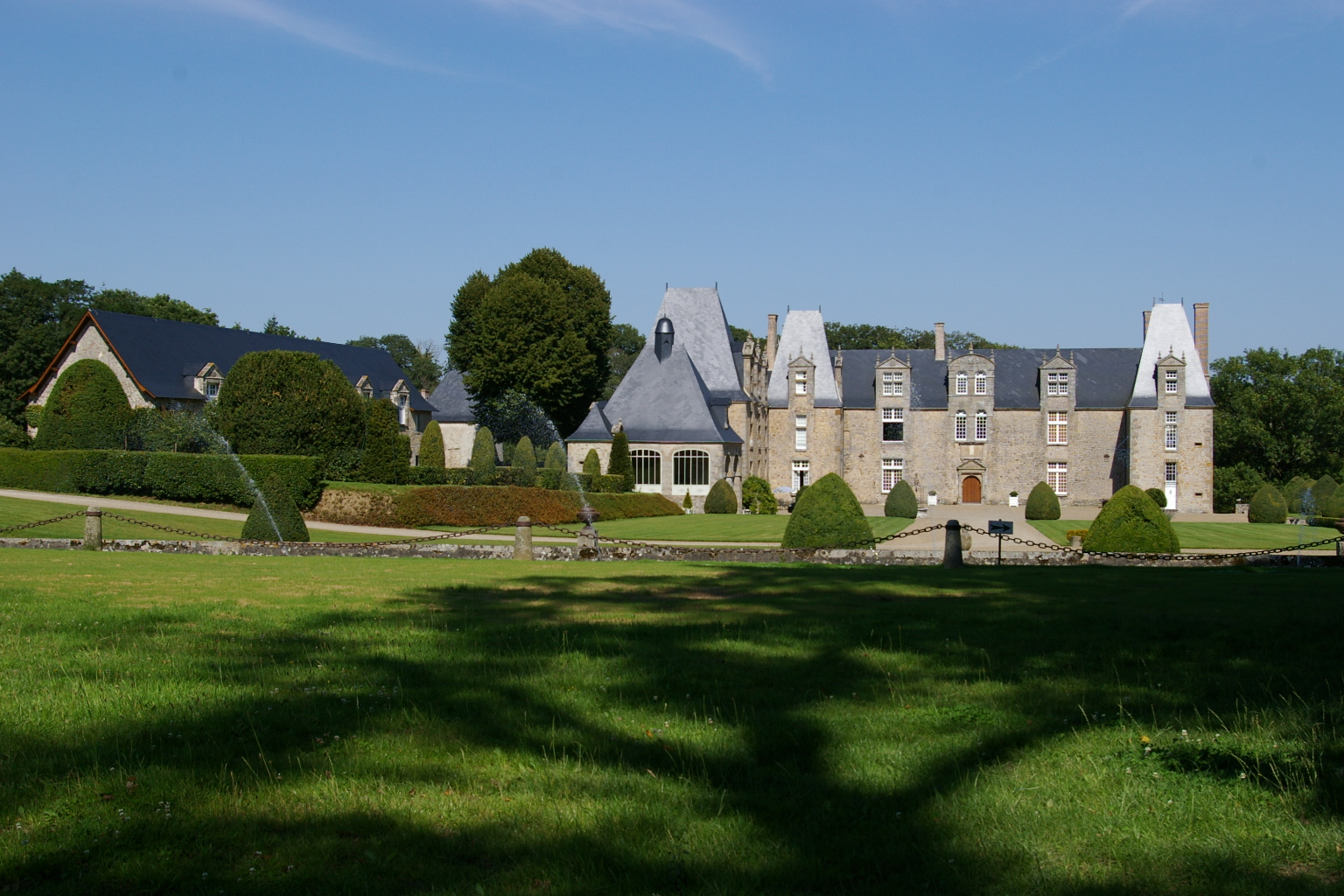
拉罗什皮什梅尔城堡（法语：Château de la Roche-Pichemer）
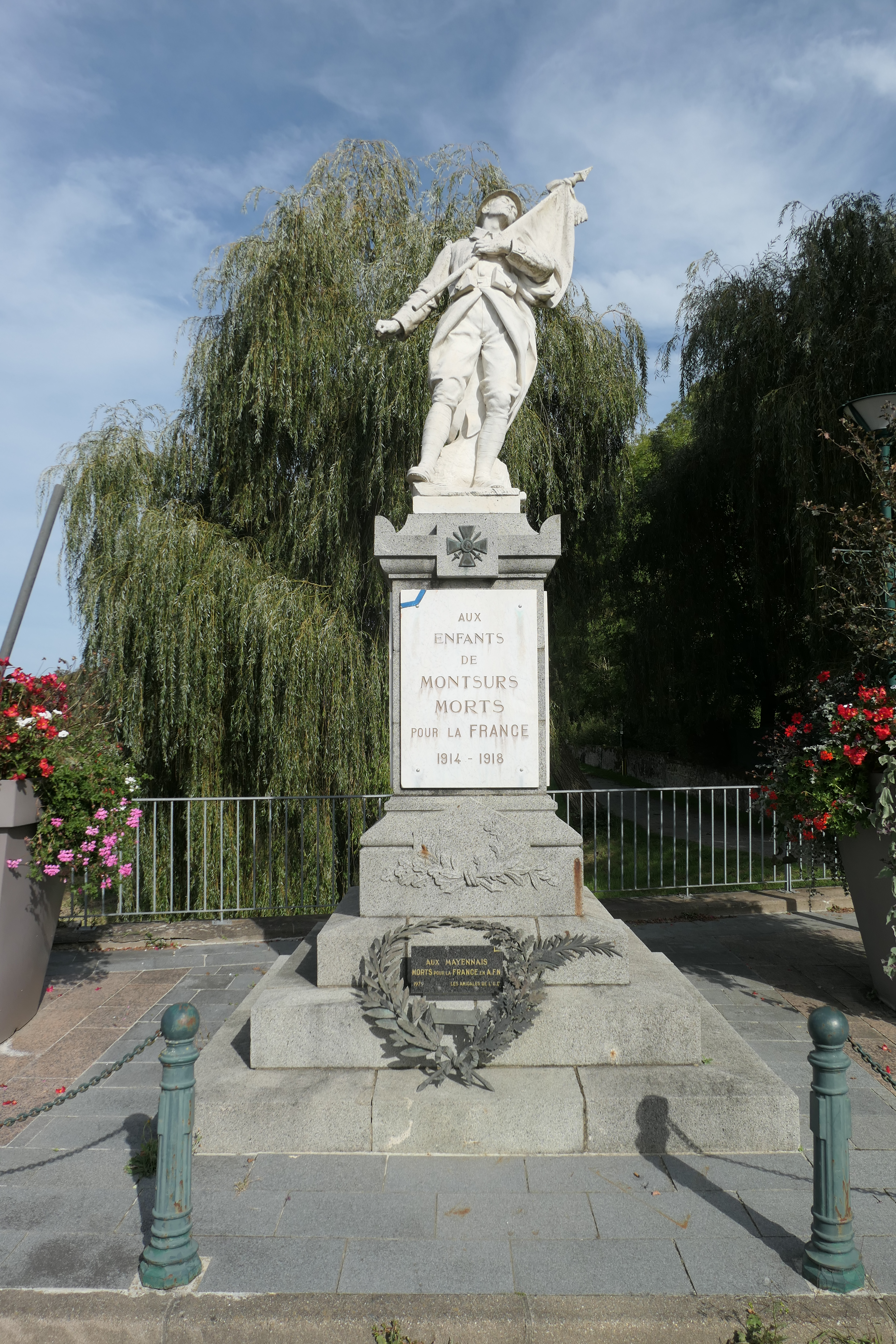
烈士纪念碑

### 旅游
蒙叙尔的旅游事务由其所属的科埃夫龙市镇公共社区联合各级政府协调负责。2023年，蒙叙尔境内共有1个露营地，可容纳共30辆露营车。

### 媒体
法国主要的媒体均可在蒙叙尔接收，法国电视三台下属的卢瓦尔河地区大区频道在部分时段播出蒙叙尔所在马耶讷省的地方新闻。蓝色法兰西马耶讷广播、《法国西部报》、《马耶讷邮报》等是当地主要的地方性媒体。

## 相关人物
法兰西王国元帅安德烈·德·洛埃阿克出生于蒙叙尔。

## 友好城市
截至2024年3月，蒙叙尔共与两座城市建立了友好城市关系：
- 德国 伊尔塞
- 英格兰 Chilcompton